# ادبیات فارسی
ادبیات فارسی یا ‌ادبیات پارسی به ادبیاتی گفته می‌شود که به زبان فارسی نوشته یا بیان شده باشد. ادبیات فارسی تاریخی هزاران ساله و ریشه در تاریخ شاعران و نویسندگان دارد. شعر فارسی و نثر فارسی دو گونه اصلی در ادب فارسی هستند. برخی کتاب‌های کُهن در موضوعات غیرادبی مانند تاریخ، مناجات و علوم گوناگون نیز دارای ارزش ادبی هستند و با گذشت زمان در دسته آثار کلاسیک ادبیات فارسی قرار گرفته‌اند.
ادبیات فارسی ریشه در ادبیات باستانی ایران دارد که تحت تأثیر متون اوستایی در دوران ساسانی به زبان‌های پارسی میانه و پهلوی اشکانی پدید آمد. ادبیات فارسی نو نیز پس از اسلام و با الگوبرداری از ادبیات عربی در نظم و ریشه‌های دبیری و نویسندگی دوران ساسانی که ادبیات منثور عربی را ایجاد کرده بود در زمینه نثر متولد شد. ادبیات شفاهی فارسی نیز به همان سبک باستانی خود ادامه یافت.
ادبیات فارسی موضوعاتی مانند حماسه و روایات و اساطیر ایرانی و غیر ایرانی، مذهب و عرفان، روایت‌های عاشقانه، فلسفه و اخلاق و نظایر آن را در برمی‌گیرد. برپایه موضوع مورد کاربرد در یک آفریده ادبی فارسی آن را در گستره ادبیات حماسی، غنایی، تعلیمی یا نمایشی قرار می‌دهند.
ادبیات فارسی چهره‌های بین‌المللی شناخته شده‌ای دارد که بیشتر آن‌ها شاعران سده‌های میانه هستند. از این میان می‌توان به رودکی، فردوسی، نظامی گنجه‌ای، خیام، سعدی، مولانا و حافظ اشاره کرد. گوته بر این باور است ادبیات فارسی، یکی از چهار ارکان ادبیات بشر است.

## ادبیات ایران پیش از اسلام
ادبیات در ایران پیش از اسلام به سروده‌های اوستا در حدود ۱۰۰۰ سال پیش از میلاد بازمی‌گردد. این سروده‌ها که بخشی از سنت شفاهی ایرانیان باستان بوده‌اند سینه به سینه منتقل شده و بعدها بخش‌های کتاب اوستا را در دوران ساسانی پدیدآوردند چون وقتی اسکندر ایران را تسخیر کرد آوستا به دست اسکندر سوخته شد. در زمان ساسانیان کتاب اوستا بیست و یک جلد بود.
اوزان باستانی شعر در ایران ضربی و هجایی بودند و به نظر می‌رسد این شیوه در زبان فارسی باستان نیز مورد استفاده بوده است. در دورهٔ اشکانیان ادبیات ایران تحت تأثیر نفوذ هلنیسم دچار دگرگونی شد. خنیاگران پارتی سرودهای محلّی را که تا پس از اسلام نام پهلوی نیز داشتند می‌خواندند و این گونه شعر با ابزارهای موسیقی همراه می‌شده است. با نفوذ فرهنگ مانوی در ممالک ایران و هنرگرایی آنان گونه‌ای ادبیات شعرگونه مانوی به زبان‌های پارتی، پارسی میانه و سغدی در ایران پدید آمد. در آثار به دست آمده از واحهٔ تورفان در کشور چین آثار فارسی زیادی کشف شده که به این گفتار بازمی‌گردند. در دوران ساسانیان نگارش بهبود یافت و آثار فقهی و دینی و داستانی زیادی به نگارش درآمد که برخی مانند درخت آسوریک، یادگار زریران (هردو از دورهٔ اشکانی)، کارنامه اردشیر بابکان و ماتیکان یوشت فریان دارای جنبه‌های ادبی نیز بودند. با فروپاشی شاهنشاهی ساسانی بسیاری از این متون از میان رفت و برخی نیز توسط زرتشتیان نجات یافت و بیشتر به هندوستان منتقل گردید که امروزه به ادبیات پهلوی شهرت دارند. خط مورد استفاده در دوران پیش از اسلام برای نگارش آثار ادبی خط پهلوی، خط مانوی و خط سغدی بوده است و برخی آثار هم به پازند نوشته شده و به دین دبیره بوده‌اند. گاهی بهرام گور شاه ساسانی را دارای ذوق شاعرانه توصیف کرده و ابیاتی را بدو منسوب ساخته‌اند؛ مانند:
منم آن شیر دمان / منم آن ببر یله / این منم بهرام گور / منم شیر شنبله
ای که از خار منم جانم به سر / تا نداری پندی از جان دلو مه به کر

## تاریخ ادبیات کلاسیک ایران
ادبیات کلاسیک فارسی در دوران نخست اسلام در ایران که تحت حاکمیت عرب‌های اموی و حکمرانان محلی آنان بود به صورت شفاهی آغاز به کار کرد. در این دوران نشانه‌هایی از علاقهٔ مردم به شعر کهن در برخی متون ثبت شده است که ترانهٔ کودکان بلخ و بصره نمونه‌هایی از آن است. به هرحال تحت تأثیر صنعت شعری عرب، گونه‌ای جدید از ادبیات در ایران پدید آمد که بیشتر مبتنی بر شعر بود. این شعر قالبی، گاهی در قالب‌های بومی عرب و گاهی در قالب‌های ساخته شده ایرانی سروده می‌شد.
در زمان بغتسما (۲۰۵–۲۵۹ ه‍.ق) شاعری به نام حنظله بادغیسی (ف. ۲۲۰) ظهور کرد. در عهد بغتسما محمد بن وصیف و فیروز مشرقی و ابوسلیک گرگانی به سرودن شعر پرداختند. پس از آن در دورهٔ حاکمیت عباسیان و فرمان یافتن کارگزاران ایران، عباسیان برای حکم راندن بر بخش‌هایی از سرزمین‌های ایران زبان فارسی دارای گونه‌هایی از شعر شد که بیشتر قطعه‌های دوبیتی بود. در دوره‌های بعدی این آثار با روی کار آمدن سامانیان گسترش یافت. با این‌حال نویسندهٔ کتاب تاریخ سیستان آغاز ادبیات فارسی رسمی را به دورهٔ صفاریان و شاعرانی مانند محمد وصیف سگزی و بسام کرد می‌رساند.

### در سده‌های نخست اسلامی
در دورهٔ سامانی شعر و نثر فارسی هر دو راه کمال سپرد. در شعر شهید بلخی، رودکی سمرقندی، ابو شکور بلخی، ابو الموید بلخی، منجیک ترمذی، دقیقی طوسی، کسائی مروزی، عماره مروزی. در نثر رساله در احکام فقه حنفی تصنیف ابوالقاسم بن محمد سمرقندی، شاهنامه ابو منصوری، کتاب گرشاسب و عجائب البلدان هر دو نوشته ابو الموید بلخی، ترجمهٔ تاریخ طبری توسط ابو علی بلعمی، ترجمهٔ تفسیر طبری توسط گروهی از دانشمندان، حدود العالم (در جغرافیا)، رساله استخراج نوشته محمد بن ایوب حاسب طبری پرداخته شد.
در دورهٔ آل بویه منطقی رازی و غضایری در شعر نامبردارند و در نثر دانشنامهٔ رازی علایی و رگ‌شناسی به قلم ابن سینا پرداخته شد و ابوعبید جوزانی بخش ریاضی دانشنامه را به رشتهٔ تحریر درآورد و قصهٔ حی بن یقظان به فارسی ترجمه و شرح شد.
در دورهٔ غزنوی فردوسی، عنصری بلخی، عسجدی، فرخی سیستانی و منوچهری شعر فارسی سبک خراسانی را به کمال رسانیدند و ابو نصر مشکان نویسندهٔ نوشته‌های درباری سبکی نو در نثر پدیدآورد.

### سلجوقیان و خوارزمشاهیان
در زمان سلجوقیان و خوارزمشاهیان شاعران بزرگ چون اسدی، ناصرخسرو، قطران تبریزی، مسعود سعد سلمان، عمر خیام، امیرمعزی، انوری، خاقانی، نظامی، ازرقی، ادیب صابر، رشید وطواط، ظهیر فاریابی، جمال‌الدین اصفهانی، مجیر بیلقانی، ابوالفرج رونی، سیدحسن غزنوی، عبدالواسع جبلی، سنایی، عطار، مختاری غزنوی، عمعق بخاری و جز آنان ظهور کردند.
در نثر نمایندگانی مانند نظام‌الملک نویسندهٔ سیاست‌نامه، امیر کی‌کاووس مؤلف قابوس‌نامه، محمدبن منور نویسندهٔ اسرارالتوحید، عطار نویسندهٔ تذکرةالاولیاء، گردیزی مؤلف زین‌الاخبار، ابوالفضل بیهقی نویسندهٔ تاریخ بیهقی، راوندی نویسنده راحةالصدور، غزالی مؤلف کیمیای سعادت، نصرالله‌بن عبدالحمید مترجم کلیله و دمنه، نظامی عروضی مؤلف چهار مقاله، رشید وطواط نویسندهٔ حدائق‌السحر، حمیدالدین بلخی نویسندهٔ مقامات حمیدی، زین‌الدین اسماعیل مؤلف ذخیره خوارزمشاهی (در پزشکی) ظهور کردند.

### حملهٔ مغول و دوران تیموری
شعر فارسی در دورهٔ مغول بر روی هم گرایش یافته به سادگی و روانی بود و اگر چه برخی شاعران به پیروی از پیشینیان یا به سبب گرایش به آرایه‌های ادبی و تکلف‌های شاعرانه به شعر مصنوع روی آوردند؛ این کار همگانی نداشت و حتی همان شاعران پیرو و گاه متصنع، در روبرو اشعار دشواری که به منظور اظهار مهارت و استادی‌شان می‌سرودند، اشعار سادهٔ بسیار داشتند که قصّهٔ دل و ندای ذوقشان بود. بیشتر مثنوی‌ها و همهٔ غزل‌ها و غالب قصیده‌ها به زبان سادهٔ روان و گاه نزدیک به زبان گفتگو ساخته می‌شد. یکی از سبب‌های سستی برخی از بیت‌ها یا به کار بردن ترکیب‌های کم بها در پاره‌ای از شعرهای این دوره، همین نزدیکی به زبان گفتگو است؛ ولی اینکه بیشتر شاعران، به خصوص غزل‌سرایان، در پایان این دوره به زبان سادهٔ دونفره گرایش یافته بود؛ به این علّت بود که رابطهٔ گروهی از آنان با آثار استادان بزرگ پیشین کاهش یافته و نیز دسته‌ای از آن شاعران ترک‌زبانی بودند که فارسی را می‌آموختند و هنگام سخن‌گویی ناگزیر ساده‌گویی می‌کردند.
همراه این سادگی، بیان یک ویژگی دیگر توجّه به نکته‌سنجی و نکته‌یابی و نکته‌گویی است؛ یعنی گنجانیدن نکته‌هایی باریک در شعرها همراه با خیال دقیق و نازک‌بینی تام که معمولاً از آن‌ها در شعر به درون مایه یاد می‌شود. چنین نازک‌خیالی‌ها و نکته‌پردازی‌ها در شعر فارسی، به ویژه شعر غنایی ما از گذشته وجود داشت؛ ولی هر چه از سده‌های پیشین به زمان‌های کنونی نزدیک شویم، نیروی آن را قابل حس کردن تر و به همان نسبت سادگی الفاظ را برای آسانی بیان بیشتر می‌یابیم. در سده‌های هفتم و هشتم، شاعرانی چون خواجو و سلمان و به خصوص حافظ توانسته‌اند، نکته‌های دقیق بسیار در الفاظ عالی منتخب بگنجانند و خواننده را گاه از نیرویِ شگفت‌انگیز خود به حیرت افکنند و همین توانایی جادوگرانه است که باعث شد جانشینان آنان و به ویژه شیفتگان حافظ، دنبالهٔ کارش را در نکته‌آفرینی بگیرند؛ بی‌خبر از آن که «قبول خاطر و لطف سخن خدادادست».
لازمهٔ پیروی از نکته‌آفرینی‌های حافظ شناخت نیرویِ فکری و لفظی اوست؛ ولی شاعران دوره تیموری بی‌خبر از این اصل به گونه‌ای روزافزون به تکاپوی یافتن نکته‌های باریک افتادند و در گیرودار این تکاپو گاهی از رعایت جانب الفاظ بازماندند و با این کار مقدمات ایجاد سبکی را در ادبیات فارسی فراهم کردند که از آغاز سده دهم، نیروی آشکار یافت و در دورهٔ صفویان به تدریج کار را به جایی کشانید که یکی از سرآمدان شیوهٔ خیال‌پردازی میرزا جلال اسیر در اسارت مطلق مضامین افتاد و در شکنجه‌های این اسارت مطلق، گاه زبان مادری خود را در ترکیب الفاظ از یاد برد و از بیان عبارت‌های نامفهوم ابا نکرد.
سخن در این است که هر چه از آغاز این دوره، به پایان آن نزدیک‌تر شویم، بزرگنمایی در مضمون‌یابی و مضمون‌سازی را بیشتر و به همان نسبت دقت در الفاظ و یکدست نگاه داشتن آن و انتخاب را در آن کمتر می‌بینیم. بی‌شک گرد مضمون‌ها و نکته‌های تازه در شعر، به ویژه در غزل، گردیدن بسیار شایسته و در خور است؛ بدان شرط که نخست در این راه زیاده روی نکنند و دوم به خاطر معنی لفظ را بیهوده نگذارند؛ ولی بیان این نکته خالی از فایده نیست که سخن‌گویان این دوره نکته‌پردازی و مضمون‌یابی را از وظایف شاعر می‌پنداشتند و شعر سادهٔ بی‌نکته را ماندنی نمی‌دانستند.
در این دوره سعدی نویسندهٔ  بوستان, گلستان و غزلیات، مولوی صاحب مثنوی معنوی و  غزلیات شمس، محمود شبستری صاحب مثنوی گلشن راز، کمال‌الدین اسماعیل، همام تبریزی، اوحدی مراغه‌ای گویندهٔ جام جم، امیرخسرو دهلوی، خواجوی کرمانی، ابن یمین، سلمان ساوجی، حافظ شیرازی، و نزاری قهستانی در شعر پدید آمدند.
دورهٔ تیموریان دنبالهٔ دورهٔ مغول به‌شمار می‌رفت. در دوره تیموری جامی شاعر ظهور کرد. در دوره مغول و تیموری نویسندگانی ارجمند برخاستند، مانند عطا ملک جوینی مؤلف تاریخ جهانگشا، منهاج سراج مؤلف طبقات ناصری، ابوالشرف ناصح گلپایگانی مترجم تاریخ یمینی، رشید الدین فضل‌الله مدون و جامع جامع التواریخ، شهاب الدین عبدالله نویسندهٔ تاریخ وصاف، حمدالله مستوفی نویسندهٔ تاریخ گزیده، حافظ ابرو مؤلف زبدةالتواریخ، نظامی شامی نویسندهٔ ظفر نامه، میر خواند مؤلف روضه الصفاء (همه در تاریخ)، عوفی نویسندهٔ لباب الالباب و جوامع الحکایات، دولتشاه مؤلف تذکره الشعراء، محمد بن قیس نویسنده المعجم (در ادب و انواع آن)، نصیرالدین طوسی نویسنده اخلاق ناصری و اساس الاقتباس، جلال الدین دوانی نویسندهٔ اخلاق جلالی، حسین واعظ کاشفی نویسنده اخلاق محسنی و انوار سهیلی (در اخلاق و فنون و حکمت).

### دوران نو
در دورهٔ صفویان نثرنویسانی مانند خواند میر نویسندهٔ حبیب السیر، ابن بزاز نویسندهٔ صفوه الصفاء، حسن بیک روملو مؤلف احسن التواریخ، اسکندر منشی مؤلف عالم آرای عباسی، احمد بن نصرالله نویسندهٔ تاریخ الفی، محمد یوسف بن شیخ مؤلف منتخب التواریخ، ابوالفضل ابن مبارک مؤلف اکبر نامه (در تاریخ)، ظهور کردند و در شعر محتشم کاشی، عرفی، صائب، بابا فغانی، هاتفی، هلالی، اهلی، وحشی، کلیم، نامبردارند.
در دورهٔ افشاریان، در میان بعضی از ادیبان و شاعران، اندیشه‌هایی در رد سبک هندی پدید آمد. برخی شاعران و نویسندگان در دورهٔ زندیان و قاجار مثل هاتف و پسر او سحاب، مشتاق اصفهانی، عاشق اصفهانی، و آذر بیگدلی (لطفعلی بیک شاملو) بازگشت به سبک قدیم (سبک خراسانی) کردند و شاعرانی مانند مجمر، صبا، وصال شیرازی، قاآنی، فروغی بسطامی، سروش، محمود خان ملک الشعراء شیبانی و جز آنان نماینده این سبک‌اند. طاهره قرةالعین یکی از زنان شاعر این دوران است. در نثر رضاقلی هدایت مؤلف مجمع الفصحاء متمم روضه الصفا و ریاض العارفین، لسان‌الملک سپهر مؤلف ناسخ التواریخ، نویسندگان نامهٔ دانشوران، اعتماد السلطنه مؤلف مرآت البلدان و غیره شهرتی یافته‌اند.

### ادبیات دوران نوین ایران
در دورهٔ مشروطیت تحولی در روش فکر شاعران و نویسندگان پیدا شد. ادیب‌الممالک فراهانی، ادیب پیشاوری، پروین اعتصامی، محمد تقی بهار، افسر، ایرج، شوریده، عارف، عشقی، وحید دستگردی، یاسمی، یغما و گروهی از معاصران نمایندگان شعر این دوره هستند و بی‌بی خانم استرآبادی، علی اکبر دهخدا، جمال زاده، صادق هدایت، محمد قزوینی، عباس اقبال، زین العابدین مراغه‌ای، محمد مسعود، رشید یاسمی، عبدالحسین زرین کوب، محمدرضا شفیعی کدکنی، صادق چوبک و گروهی از معاصران نماینده شعب گوناگون نثر این دوره به‌شمار می‌روند.

## انواع ادبی
موضوع مورد بحث در اثر ادبی و نیز حالت روحی و فکری پدیدآورنده اثر آن را به یک نوع خاصی در ادبیات سوق می‌دهد که به چهار دسته حماسی، تعلیمی، غنایی و نمایشی تقسیم می‌شود. هر کدام از این انواع ویژگی‌های خاص خود را دارند که در آثاری که در آن نوع ویژه به کار رفته نمایان است.

### ادبیات حماسی
حماسه در لغت به معنی دلیری و جنگاوری است. دکتر سیروس شمیسا در کتاب خود به نام انواع ادبی ویژگی‌هایی برای حماسه متذکر می‌شود که از آن‌ها می‌توان به خرق عادت، روایات جنگجویان و پهلوانی‌ها، داستان‌های مربوط به گیاهانی با خواص عجیب و موجودات افسانه‌ای اشاره کرد و همیشه در حماسه و در هر داستان حماسی یک قهرمان نیز وجود دارد. سروده‌های حماسی فارسی توسط خنیاگران دوره‌گرد در مناطق مختلف ایران با روش‌های ویژه و آیینی خوانده می‌شدند.
از مهم‌ترین و شناخته‌شده‌ترین حماسه‌های ادبیات فارسی می‌توان به شاهنامهٔ فردوسی و نیز داستان‌هایی مانند کوش‌نامه، گرشاسپ‌نامه، فرامرزنامه و برزونامه اشاره کرد. همچنین حماسهٔ حمله حیدری و حمزه‌نامه هم از آثار مهم حماسی-مذهبی فارسی هستند. از دورهٔ مغول به‌بعد یک نوع وقایع‌نگاری حماسه‌گونه دربارهٔ سرگذشت پادشاهان نیز به بالندگی رسید و آثاری مانند تیمورنامه و شاهنامهٔ قاسمی به‌دنبال رونق این سبک پدید آمدند. مهم‌ترین و جامع‌ترین حماسهٔ منثور فارسی مرزبان‌نامه است که در ابتدا به زبان مازندرانی نوشته شده‌بود و بعدها به فارسی ترجمه شد.

### ادبیات غنایی
غنا در مفهوم واژه‌ای به معنی سرود خوانی و آواز است. در ادبیات فارسی به بخشی از سروده‌های منظوم که بیشتر در قالب‌های مثنوی و غزل آفریده شده‌اند ادبیات غنایی فارسی گفته می‌شود. درونمایه ادبیات غنایی فارسی معمولاً شامل عشق و شور جوانی است. از نمونه‌های موفق ادبیات غنایی ایران می‌توان به خسرو و شیرین و لیلی و مجنون در آثار نظامی گنجوی، ویس و رامین اثر فخرالدین اسعد گرگانی، و غزلیات حافظ و سعدی اشاره نمود.

### ادبیات تعلیمی
ادبیات تعلیمی گونه‌ای از خلق آثار ادبی است که با درونمایهٔ علمی و اخلاقی به هدف تعلیم و تربیت نگاشته شده‌باشد. در ادبیات فارسی ادب تعلیمی ریشه‌دار است و در آثار رودکی و متقدمان وی و نیز در بخش‌های زیادی از شاهنامهٔ فردوسی به چشم می‌خورد. با توجه به اینکه بسیاری از آثار غیر تعلیمی مانند آثار حماسی و غنایی دامنهٔ تعلیماتی و بار آموزشی در خود دارند یا پندهای اخلاقی به خوانندگان منتقل می‌کنند تعیین مرز میان ادبیات تعلیمی و سایر انواع ادبی اندکی دشوار است. به بیان دیگر دامنه ادبیات تعلیمی تا حد زیادی گسترده‌تراز سایر انواع ادبی است. از نمونه‌های بارز ادبیات تعلیمی در زبان فارسی می‌توان به
بوستان و گلستان و سایر مثنوی‌های سعدی، مخزن الاسرار سرودهٔ حکیم نظامی، مرزبان‌نامه، قابوس‌نامه و دیوان نزاری قهستانی شاعر اسماعیلی قرن هفتم اشاره‌کرد.

### ادبیات نمایشی
آغاز ادبیات نمایشی در ایران رنگ و بوی مذهبی داشت. مغان و خنیاگران پارتی آوازها را با نمایش اجرا می‌کردند. در دوران اسلامی آداب تعزیه را به صورت نمایشی اجرا می‌کردند. مراسم سوگ سیاوش که پیرامون کسی از شخصیت‌های شاهنامه‌ای بود نیز به گونه‌ای همراه با نمایش ادا می‌شد. در ایران بعد از صفوی آداب عاشورایی رنگ جدی به خود گرفت. در همان زمان اجرای تئاتر در میان ارمنیان اصفهان که در جلفا ساکن بودند تحت تأثیر خارجی‌های ساکن در این مسیحی‌نشین آغاز شد.
با این حال ادبیات نمایشی نوین در ایران با ترجمه آثار مولیر به فارسی در دوران مشروطیت قاجار رایج شد و تا به امروز ادامه یافت. از اواسط دههٔ ۱۳۳۰ برپایی سالن‌های جدید نمایش و برگزاری جشنواره‌های تئاتر و توجه روشنفکران به ریشه‌های هنر بومی و ملی سبب رونق دوبارهٔ نمایشنامه‌نویسی شد. غلامحسین ساعدی با نام مستعار گوهرمراد و بهرام بیضایی و اکبر رادی و اسماعیل خلج از برجسته‌ترین نمایشنامه‌نویسان معاصر به‌شمار می‌روند.

## ادبیات طنز
طنز یکی از شاخه‌های ادبیات انتقادی و اجتماعی است که در ادبیات کهن فارسی، به عنوان نوع ادبی‌مستقل شناخته نشده و مرزهای مشخصی با دیگر مضمون‌های انتقادی و خنده‌آمیز چون «هجو»، «هزل» و «مطایبه» نداشته است. از واژهٔ طنز، اغلب معنی لغوی آن یعنی «مسخره کردن» و «طعنه زدن» مورد نظر شاعران و نویسندگان بوده است ولی معنی امروزی آن، که جنبهٔ انتقاد غیرمستقیم اجتماعی با چاشنی خنده، که بُعد آموزشی و اصلاح‌طلبی آن مراد است، از واژهٔ satire اروپایی گرفته شده است.

## شعر فارسی

### قالب‌های شعری
قالب در شعر کلاسیک فارسی، شکل ظاهری است که قافیه به شعر می‌بخشد. طول هر مصراع، چیدمان هجاهای هر مصراع، تعداد ابیات، آرایش مصراع‌ها، قافیه آرایی آن‌ها و حتی عاطفه انتقالی شاعر به خواننده دیگر عوامل تعیین‌کنندهٔ قالب ظاهری شعرند. در قالب شعر عواملی مانند قافیه‌آرایی و وزن شعر مهم هستند و هر قالب شعری می‌بایست از یک سبک قافیه و وزن ویژهٔ خود پیروی کند. به جز این درون‌مایه و محتوای شعر نیز می‌باید با قالب شعری همخوانی داشته‌باشد. به بیان دیگر هر قالبی برای بیان تمامی موضوع‌ها مناسب نیست و موضوع‌های سنتی هر قالب باید در آن بیان شوند. همچنین از آن‌جا که شعر فارسی از بیت‌هایی تشکیل شده که به دو بخش مساوی به نام مصراع تقسیم می‌شوند لازم است که در تمامی این قوالب مصراع‌ها از نظر وزن و تعداد هجا و نیز ریتم هجاهای کوتاه و بلند همخوانی داشته‌باشند بجز قالب مستزاد که چنین نیست. قالب‌های اصلی شعر کلاسیک فارسی عبارتند از:
- مثنوی: قالبی است که در آن هر بیت قافیه جداگانه‌ای دارد که بین دو مصراع همان بیت مشترک است، اما وزن تمام ابیات یک مثنوی مساوی است. مثنوی بیشتر درون‌مایهٔ حماسه یا داستان‌های غنایی دارد. فردوسی، رودکی و نظامی از بزرگ‌ترین مثنوی‌سرایان ادب فارسی هستند.
- قصیده: قصیده معمولاً بیش از پانزده بیت دارد و مصراع نخست با مصراع‌های زوج هم‌قافیه است. درونمایه قصیده معمولاً مدح، ذم، سوگواری، بزم، وصف طبیعت و موعظه را شامل می‌شود. عنصری، فرخی سیستانی، منوچهری، انوری ابیوردی، خاقانی شروانی، ناصرخسرو، سیف فرغانی و سعدالدین نزاری قهستانی از برجسته‌ترین قصیده‌سرایان ادب فارسی به‌شمار می‌روند.
- غزل: غزل در ساختار مانند قصیده است با این تفاوت که ابیات آن بین پنج تا چهارده بیت است. غزل‌ها بیشتر حاوی درون‌مایه عشق و عرفان و غنا هستند. سعدی، خواجوی کرمانی و حافظ را می‌توان به‌عنوان غزلسرایان بزرگ ادبیات فارسی برشمرد.
- مسمط: مسمط به نوعی از قصاید یا اشعاری گفته می‌شود که وزن یکسان داشته و از تلفیق و ترکیب بخش‌هایی کوچک موسوم به رشته‌ها یا لخت‌ها فراهم آمده باشند. قافیهٔ رشته‌ها متفاوت است و در هر رشته تمام مصراع‌ها جز مصراع آخر هم‌قافیه است. در مسمط، مصراع آخر هر رشته را بند می‌گویند. بندها هم‌قافیه و حلقهٔ اتصال همهٔ رشته‌ها به یکدیگر است. منوچهری دامغانی ابداع‌کنندهٔ مسمط در شعر فارسی است.
- مستزاد: قالب شعری کم‌استفاده در ادبیات فارسی که در حقیقت غزلی است که کلمه یا جمله موزون و هماهنگی به آخر تمامی مصراع‌ها اضافه شده است. مسعود سعد سلمان نخستین مستزادسرا است. میرزاده عشقی و مهدی اخوان ثالث نیز این قالب را در اشعارشان به کار برده‌اند.
- ترجیع بند: مجموعه‌ای است از غزل‌های چند بیتی که هم‌وزن هستند و برای اتصال این غزل‌ها به یکدیگر از یک بیت تکراری استفاده می‌نماید. بیت ترجیع با قافیه‌ای ویژه و لفظ و معنی یکتا تکرار می‌گردد. سعدی و هاتف اصفهانی ترجیع‌بندهایی دارند.
- ترکیب بند: همان ترجیع بند است با این تفاوت که بیت تکراری ترجیع‌بند در این قالب متغیر است. از ترکیب‌بندسرایان می‌توان به محتشم کاشانی و وحشی بافقی اشاره کرد.
- قطعه: شعری است حاوی داستان یا پند اخلاقی و نیز مدح و هجو که در آن ابیات زوج هم‌قافیه‌اند. از دوبیت آغاز می‌شود. رودکی، انوری، ابن یمین و پروین اعتصامی مهم‌ترین قطعه‌سرایان ادبیات فارسی هستند.
- رباعی: از دو بیت تشکیل شده و مصراع‌های یک و دو و چهارم با یکدیگر هم‌قافیه‌اند. وزن تمام رباعی‌ها یکسان است و برای بیان افکار و اندیشه‌های شاعر استفاده می‌شده است. این قالب کاملاً یارانی بوده و از زبان فارسی به سایر زبان‌ها رسیده است. رودکی را مخترع این قالب می‌دانند. بجز او خیام و مولوی نیز از رباعی‌سرایان بنام هستند.
- دو بیتی: مانند رباعی است اما از آن قدیمی‌تر و کهن‌تر است. ریشه آن به دوران پیش از اسلام بازمی‌گردد. تفاوت رباعی و دوبیتی در وزن آن‌هاست و نیز اینکه دوبیتی برای بیان احساسات درونی شاعر بکار می‌رود. دوبیتی‌های فارسی از دوبیتی‌های محلی و فهلوی ریشه گرفته است. باباطاهر، صفی‌الدین اردبیلی، و فایز دشتی از بزرگ‌ترین دوبیتی‌سرایان ایران به‌شمار می‌روند.
- چهارپاره: مانند مثنوی بوده ولی هر بیت با بیت بعدی هم‌قافیه بوده و از بزرگان آن می‌شود به نادر نادرپور اشاره کرد.

### سبک‌های شعر فارسی
سبک شعر به مجموعه واژگان، طرز بیان و دستور زبان و نیز محتوا و درونمایه‌های شعری دوره‌های خاص تاریخی گفته می‌شود که در شعر شاعران همان دوره نمود پیدا کرده و آن را از شیوه شاعری متقدمین و متأخرین متمایز می‌سازد. در گذشته به سبک شعر طرز یا طریقه نیز می‌گفتند. شعر کلاسیک فارسی چهار سبک دارد:
| سبک خراسانی |              | سبک خراسانی، به دوره‌ای از ادبیات منظوم فارسی گفته می‌شود که در دورهٔ آغازین ادب فارسی به کار می‌رفت. این سبک به دلیل اینکه شاعران نخستین فارسی عمدتاً از اهالی خراسان بودند و در دورهٔ حاکمیت امرای خراسان نظیر سامانیان و غزنویان پدیدآمده‌بودند سبک خراسانی نام گرفت. پیروی از این سبک تا قرن ششم ادامه پیدا کرد. با این‌حال برخی از دنبال‌کنندگان این سبک از اهالی آذربایجان بودند؛ مانند قطران تبریزی، فلکی شیروانی و مهستی گنجوی. از شاعران بنام سبک خراسانی می‌توان به رودکی، کسایی مروزی، فردوسی، فرخی سیستانی، منوچهری دامغانی، عنصری، اسدی توسی و دقیقی اشاره نمود. از ویژگی‌های مهم سبک خراسانی نفوذ کم واژگان عربی و ترکی و گرایش به اخلاق و حماسه‌های ملی ایرانی است. |
| سبک عراقی   | حافظ         | سبک عراقی پس از دورهٔ سبک خراسانی پدید آمد. علت نام‌گذاری این سبک به عراقی این است که پایتخت سلجوقیان در اصفهان و ری که بلاد عراق عجم بودند قرار داشت و نیز شمار قابل ملاحظه‌ای از این شعرا در نواحی مرکزی ایران می‌زیستند. سبک عراقی که تا زمان تیموری در ایران سبک اصلی سرایندگی بود از نظر محتوا و زبان و حتی دستور تا حدی با سبک خراسانی متفاوت بود. در سبک عراقی وام‌واژه‌های ترکی و عربی تا حد زیادی در شعر فارسی رخنه کردند و حروف و اصطلاحات خاص دورهٔ خراسانی کنارگذاشته‌شد. درون‌مایهٔ شعر از حالت حماسی به عرفان تغییر یافت. قالب غزل نیز که در شعر خراسانی جایگاه باارزشی نداشت در این سبک به قالب اصلی شعر فارسی بدل شد. از سرایندگان مهم سبک عراقی می‌توان به خاقانی شروانی، انوری ابیوردی، مولوی بلخی، نظامی گنجوی، سعدی شیرازی، خواجوی کرمانی، حافظ، کمال‌الدین اصفهانی و فخرالدین عراقی اشاره کرد. مهم‌ترین حوزه‌های معنایی سبک عراقی در شعر شامل عشق و عرفان و مدیحه‌سرایی می‌شد. |
| سبک هندی    |              | سبک هندی که برخی آن را سبک اصفهانی نیز نامیده‌اند. تقریباً از قرن نهم تا سیزدهم هجری ادامه داشت و از ویژگی‌های آن، تعبیرات و تشبیهات و کنایات ظریف و دقیق و باریک و ترکیبات و معانی پیچیده و دشوار را می‌توان نام برد. در این سبک زبان کوچه‌بازار به شعر راه یافت و شاعری از صورتگرایی به معناگرایی در کلام رسید. بسیاری از واژگان کهن ادبی حذف شد و جایگزین‌های ساده و عامیانه‌تری جایگزینشان شد. قالب اصلی شعر سبک هندی غزل است که معمولاً با یک تک‌بیت آغاز می‌شود. محدودیت نیز ندارد و گاهی غزل‌های چهل یا پنجاه بیتی نیز وجود دارند. از بزرگ‌ترین شاعران سبک هندی می‌توان به کلیم کاشانی، عرفی شیرازی، بیدل دهلوی، طالب آملی، هاتف اصفهانی و صابر کرمانی اشاره نمود. نام‌گذاری این سبک به هندی به علت استقبال دربار ادب‌پرور هند از شاعران پارسی‌گوی بود. در آن زمان همچنین به کم‌توجهی پادشاهان صفوی به اشعار متداول مدحی، شاعران بسیاری از ایران به هندوستان و سرزمین‌های عثمانی رهسپار شدند. با این‌حال شمار شاعران ایرانی در دربار گورکانیان هند بیش از هم‌وطنان عثمانی‌نشین‌شان بود. با توجه به اینکه شاعران این دوره بیشتر به‌دلیل فضای نامناسب ادبی درون ایران در دوره‌های صفوی و افشار و زند جلای وطن کرده‌بودند به امید داشتن زندگی مناسب به مدیحه‌سرایی پرداختند. از این‌رو عمده آثاری که به این سبک نوشته‌شده را آثار مدحی تشکیل می‌دهند. اینان به‌واسطهٔ دوری از مرکز زبان و تمایل به اظهار قدرت در بیان مفاهیم و نکات دقیق و هنجارشکنی و نوآوری و تفنن‌دوستی و به سبب تأثیر زبان و فرهنگ هندی و دیگر عوامل محیط، سبک جداگانه‌ای را به وجود آوردند. |
| دوره بازگشت | نشاط اصفهانی | دوره‌ای در سرایش شعر فارسی است که از قرن سیزدهم هجری آغاز شد. در این دوره شاعران به علت ابتذال و ضعف و بی‌محتوایی شعرسرایی در سبک هندی به دوره‌های پیشین ادبیات فارسی بازگشتند. گاهی این سبک را تنها یک دوره می‌دانند و عنوان می‌شود که در آن مرحله شاعران تنها به سبک‌های گذشته بازگشت کرده و سبکی جدید را پدید نیاوردند. با این‌حال پس از صائب تبریزی که از برزگ‌ترین نمایندگان سبک هندی بود بر اثر انحطاط سرایندگی در این سبک شاعرانی نظیر آذر بیگدلی، نشاط اصفهانی، مشتاق اصفهانی و طبیب اصفهانی به شعر گذشتگان روی آوردند. الگوی اصلی شاعران این دوره بیشتر شاعران سبک عراقی، به ویژه نظامی و انوری و خاقانی و سعدی بود. این سبک که تا اوایل سدهٔ چهاردهم نیز سبک اصلی شعر فارسی بود. این بازگشت از اصفهان آغاز شد و با کانون‌ها و محافل شعرای اصفهان و پس از آن کاشان و قم و تهران همراه بود. در دورهٔ زندیه و قاجاریه این سبک شدیداً پا گرفت و باعث پدید آمدن آثار منحصر به فرد ادبیات فارسی در دورهٔ مشروطه و پس از آن شعر نیمایی و شعر سپید شد. |

### آرایه‌های ادبی
آرایه‌های ادبی که به صنایع ادبی نیز معروف هستند عبارت‌اند از به کار بردن تکنیک‌ها و فنونی که به زیبایی اثر ادبی بیفزاید. این آرایه‌ها که به دو گروه بیان و بدیع تقسیم می‌شوند در طول تاریخ ادبیات فارسی پیشرفت کرده و تکمیل شده‌اند. برخی از این آرایه‌ها از شعر عربی عاریه گرفته شده و برخی دیگر توسط خود سخن سرایان پارسی‌گو ابداع شده‌اند.
- ۱- بیان: به معنی کلام بازمی‌گردد و مبحث آن بر این است که یک واژه یا پاره را چگونه می‌توان معنی، تفسیر یا تأویل نمود. مهم‌ترین صنایع بیان عبارت‌اند از تشبیه، استعاره، مجاز و کنایه.
- ۲- بدیع: به بازشناسی آرایه‌های ادبی که به زیبایی اثر کمک می‌کند می‌پردازد. این آرایه‌ها به دو بخش آرایه‌های لفظی و معنوی تقسیم می‌شوند. آرایه‌های لفظی به زیبایی کلام با الفاظ کمک می‌کند و شامل واج آرایی، سجع، ترصیع، جناس و قلب می‌شوند. در مقابل آرایه‌های معنوی آن‌دسته هستند که به زیبایی اثر را از طریق معنی‌بخشی و ظرافت معنا موجب می‌گردند. این آرایه‌ها شمار زیادی دارند و مهم‌ترین آن‌ها عبارت‌اند از مراعات نظیر، تضاد، متناقض نما، حس آمیزی، تلمیح، تضمین، اغراق، ایهام، تمثیل، حسن تعلیل و لف و نشر.[۱۳]

## درون‌مایه‌های ادبیات فارسی

### تاریخ و اساطیر
با توجه به پیشینهٔ مذهبی ادبیات در ایران پیش از اسلام و آمیختگی اساطیر کهن ایرانی و مذهب زرتشتی و نیز تلفیق آن با حکومت دینی ساسانی تاریخ‌نویسی و اسطوره‌نگاری در ادبیات ایران امری ریشه‌دار است. در زبان فارسی نو که پس از اسلام از فارسی میانه جدا گردید نگارش ادبی تاریخ و اسطوره‌ها بارها انجام شده است. متون نثر تاریخی و اساطیری که عمدتاً جنبه ادبی ندارند زبان به کار رفته و به‌کارگیری صنایع ادبی آن‌ها را در زمره آثار ادبی جای داده است. از این متون می‌توان به تاریخ بلعمی، تاریخ بیهقی، تاریخ طبرستان، تاریخ الرسل و الملوک، مجمل التواریخ اشاره نمود. در آثار نظم که به شعر سروده شده‌اند بارزترین نمونهٔ آن شاهنامه فردوسی است. این اثر حماسی اساطیر ایران زرتشتی و حتی پیش زرتشتی را دربردارد و توسط فردوسی ضمن سروده‌شدن به نظم از فراموشی آن‌ها تحت تأثیر تعلمیات مذهبی اسلامی جلوگیری شد. محتوای اساطیر منعکس در شاهنامه گاهی با اصل آن اختلاف دارد و فردوسی سراینده ضمن علم به اصل ماجرا که در کتب نظم موجود بوده آن‌ها را چنان تغییر داده که در زمرهٔ آثار ضاله فرض نشوند. داستان کیومرث که حتی در منابع اسلامی ابوالبشر معرفی شده از نخستین انسان به نخستین شاه تغییر کرد و نیز حکایت مشی و مشیانه و ثنویت زرتشتی که با عقاید رسمی دوره فردوسی سازگار نبوده از اثر وی حذف گردید. به غیر از فردوسی از این دست شاعران تاریخ و اسطوره‌سرا می‌توان به دقیقی، اسدی توسی، خواجوی کرمانی، زرادشت بهرام پژدو اشاره کرد.

### عرفان
عرفان و آموزه‌های عرفانی جایگاه ویژه‌ای در حجم ادبیات کلاسیک فارسی ایفا می‌کنند. پیشینهٔ گرایش به عرفان در ادبیات ایران به آموزه‌های عرفانی مانی و تعلیمات مانوی بازمی‌گردد. در دوران پس از اسلام نیز بسیاری از ادیبان و شاعران ایرانی به خلق آثار ادبی با درون‌مایه عرفانی پرداختند. از میان آن‌ها می‌توان ابوسعید ابوالخیر را به عنوان یکی از پیشگامان نام برد؛ اما ورود عرفان به شعر به صورت رسمی با غزلیات عرفانی سنایی غزنوی آغاز شد. بعدها با پیشرفت سبک عراقی در شعر عرفان با آن آمیخته شد به نحوی که بسیاری از تعابیر و اصطلاحات عرفانی به شعر رایج آن دوره رخنه کرد. یکی از اصلی‌ترین علل گرایش به شعر عرفانی ذوق ادبی صوفی‌ها و پیروان تصوف بود. بسیاری از صوفیان نامدار ایران دارای دیوان و دفاتر شعر بودند و در زمرهٔ شاعران سرشناس دوره خود محسوب می‌شدند. از این جهت شعر صوفیانه که از مصادیق عرفان اسلامی نیز هست راه خود را به ادبیات رایج در ایران به ویژه پس از حمله مغول باز نمود. از نامدارترین شاعرانی که به شعر صوفیانه و عرفانی می‌پرداختند می‌توان به باباطاهر، جامی، هاتف اصفهانی، فخرالدین عراقی، شاه نعمت‌الله ولی، مولوی، عطار نیشابوری، شیخ محمود شبستری و فیض کاشانی اشاره کرد. همچنین از نثرنویسانی که نثرهای ادبی عرفانی می‌نوشت می‌توان عین‌القضات همدانی، خواجه عبدالله انصاری، شمس تبریزی، شیخ احمد جامی و محمد غزالی و سعد الدین نزاری قهستانی را نام برد. برخی دیگر از شاعران مانند حافظ و سعدی اگرچه در آثارشان اشعار عرفانی و تعابیر صوفیانه فراوان دارند؛ اما از آن‌جا که تفکر عرفانی و صوفیانه خاصی را اشاعه نمی‌دهند از حیطهٔ شعرای عرفانی جدای هستند. از میان آثار مهم عرفانی ادبیات فارسی می‌توان به مثنوی مولوی و دیوان شمس از مولوی، منطق‌الطیر از عطار، مناجات‌نامه از انصاری و کیمیای سعادت از غزالی و کشف المحجوب از هجویری اشاره کرد.

### موضوعات عاشقانه
علاقه به موضوعات عاشقانه در ادبیات فارسی به دوران نخستین شکل‌گیری ادبیات فارسی بازمی‌گردد. در آثار شاعران متقدم مانند کسایی مروزی، رودکی سمرقندی و عنصری معانی عاشقانه زیادی دیده‌می‌شود. همان دوره در اثر بزرگ و ماندگار فردوسی که شاهنامهٔ اوست داستان‌های عاشقانه مانند بیژن و منیژه، خسرو و شیرین و زال و رودابه همگی به جنبه انسانی عشق بازمی‌گردد. در دورهٔ بعدی که شاعرانی نظیر نظامی، انوری و خاقانی و فخرالدین اسعد گرگانی ظهور کردند سرودن غزلیات عاشقانه و سرودن داستان‌های عشقی افزایش یافت. همان دوره ضمن ورود مفاهیم عرفانی به ادبیات توسط سنایی غزنوی نوعی از عشق غیرزمینی که عشق به معبود بود در شعر فارسی رخنه کرد. با وجود این در دوره‌هایی که سعدی و حافظ سردمداران آن هستند عشق در آن به گونه‌ای درآمد که در مرتبه‌ای میان عشق زمینی و آسمانی جای گرفت. ادبیات فارسی منظومه‌های عاشقانه زیادی دارد.

### مرثیه و مدیحه
بخش بزرگی از ادبیات فارسی را مرثیه‌ها و مدیحه‌ها در بر می‌گیرند. مرثیه شعری است که در سوگ شخصی گفته شود و مدیحه نیز به شعری گفته می‌شود که در ستایش یا بزرگ‌نمایی شخصی خاص خواه زنده و خواه درگذشته سروده شده‌باشد. قالب شعری در این طرز معمولاً قصیده است هرچند در سایر قوالب به ویژه مثنوی و غزل نیز مدح دیده می‌شود. مدح معمولاً معطوف بزرگان دین، شاهان و ملازمان با نفوذ دربار می‌شد که شاعران درباری به خصوص از دوره‌های سامانی و غزنوی جهت امرار معاش و کسب درآمد در دربار شاهان به آن می‌پرداخته‌اند. قالب مداحی قصیده بوده و بزرگ‌ترین مدیحه سرایان نخستین فارسی در دوره غزنوی می‌زیسته‌اند که از میان آنان می‌توان به عنصری، عسجدی، فرخی سیستانی، منوچهری دامغانی و مسعود سعد سلمان اشاره نمود. با این وجود پیش از اینان شاعرانی مانند رودکی نیز در دربار سامانیان شعر مدح سروده بودند. اما تفاوت رودکی با ایشان از این جهت بود که در اشعار رودکی بیش از آنکه مدح دیده شود بیان داستان و عقاید بود و گاهی با احترام به شاه یا بزرگی نام وی با ابیاتی معدود در پایان قصیده می‌آمد. این‌گونه مداحی که بعدها میان غزلسرایان بنامی همچون حافظ شیرازی، سیف فرغانی، خواجوی کرمانی نیز به کار گرفته شد بیش از آنکه مدح باشد شعری بود که گاهی نام بزرگی در آن آمده بود. هر چند محتوای شعر به او چندان مربوط نباشد. در مثنوی‌ها نیز در اشعار فردوسی، نظامی گنجوی و فخرالدین اسعد گرگانی مجموعه آثار با ذکر ابیاتی در مدح یکی از بزرگان به نام او نوشته و به او تقدیم شده است. از شاعرانی که پس از دوره غزنوی در ادبیات مدیحه فعال بودند، انوری، خاقانی، معزی نیشابوری و کمال الدین اسماعیل را می‌توان نام برد. پس از استقرار حکومت صفوی در ایران توجه مدیحه‌سرایی کاهش یافت و شاعران مدیحه سرا بیشتر به هندوستان و ممالک عثمانی مهاجرت نمودند. در همین دوره مدح مذهبی در ایران رایج شد که محتشم کاشانی از مهم‌ترین مدیحه‌سرایان آن دوره به‌شمار می‌رود. کسایی مروزی را نخستین مدیحه‌سرای مذهبی در تاریخ ادبیات فارسی می‌دانند. باباطاهر، خیام و ناصر خسرو از شاعرانی هستند که اشعار مدحی در شعرشان دیده نشده و ظاهراً هیچگاه انسانی را مدح نگفته‌اند.

### اخلاق و معرفت
موضوع اخلاق یکی از کهن‌ترین درون‌مایه‌های ادبیات در ایران است. در بسیاری از متن‌های پهلوی به ویژه اندرزنامه‌ها که سابقه نگارش آن‌ها به دوران پایانی حکومت ساسانیان می‌رسد و تحت تأثیر متون اوستایی نوشته شده‌اند محوریت موضوع بر اخلاق است. از میان این نوشته‌ها می‌توان به مینوی خرد یا کتاب فقهی شایست ناشایست اشاره کرد. در متون فارسی دری نیز مسائل اخلاقی در شعر شاعران بسیاری نمود پیدا کرده و کتاب‌های منثور بسیاری در این زمینه نوشته‌شده‌اند. از میان آن‌ها می‌توان به اخلاق ناصری، گلستان سعدی، قابوسنامه و دیوان پروین اعتصامی اشاره نمود.

## فرهنگ‌های فارسی
فرهنگ‌نویسی در ایران به دوران ساسانیان بازمی‌گردد. زمانی که الفبای دین‌دبیره ابداع شد نیاز مبرم به ثبت و نگهداری از واژگان اوستایی که در آن زمان زبانی مرده محسوب می‌شد از سوی موبدان و دین‌پژوهان ایرانی احساس گردید. به دنبال آن فرهنگ‌هایی به زبان پهلوی و اوستایی ایجاد شد که از آن میان دو فرهنگ لغت بنامان فرهنگ اویم ایوک و فرهنگ پهلوی امروزه بدست ما رسیده است. همچنین به دلیل وجود هزوارش در زبان پهلوی که لغات آرامی بودند که در قرائت می‌بایست معادل پهلوی‌شان خوانده می‌شد فرهنگ‌نویسی هزوارشها نیز معمول بوده است. پس از اسلام به دلیل اینکه زبان عربی به عنوان زبان دینی و ادبی و علمی تا چند قرن نخست اسلامی در ایران رایج بود ضرورت آشنایی با این زبان فرهنگ‌هایی را پدیدآورد. اما نخستین فرهنگ لغت فارسی که بیشتر برای رواج دادن زبان فارسی ادبی در ممالک ایران ساخته‌شده بود در آذربایجان و توسط خواجه نصیر طوسی به وجود آمد. مهاجرت ادیبان و علمای ایرانی در دوران متاخر به هندوستان و عثمانی نیز فرهنگ‌نویسی‌های متعدد فارسی را موجب شد. از مهم‌ترین فرهنگ‌های دیگر فارسی می‌توان تحفة الاحباب، برهان قاطع، فرهنگ جهانگیری، فرهنگ رشیدی، غیاث اللغات، آنندراج و فرهنگ نظام را می‌توان نام برد. در دوران معاصر نیز به تبعیت از واژه‌نویسی و فرهنگ‌نویسی رایج در غرب و با توجه به پیشینه این امر در ایران فرهنگ‌های نوین زبان فارسی پدید آمد. از برجسته‌ترین فرهنگ‌های معاصر فارسی لغت‌نامه دهخدا، فرهنگ معین، فرهنگ سخن، فرهنگ عمید و فرهنگ معاصر فارسی می‌باشند.

### فرهنگ نویسی نوین
در دوره معاصر جوامع فارسی‌زبان با توجه به آشنایی با امور لغت‌نامه‌نویسی و ادبی غرب و شیوه‌های نوین فرهنگ‌نویسی با الهام از سبک گذشته فرهنگ‌های جدید در زبان فارسی پدید آمدند. این فرهنگ‌های جدید که مملو از واژگان فنی و علمی اروپایی به ویژه از زبان‌های فرانسه، روسی و انگلیسی هستند عمدتاً بر اساس نیازهای زبانی در کشور ایران نوشته‌شده‌اند. از مهم‌ترین این فرهنگ‌ها می‌توان به لغت‌نامه دهخدا، لغت‌نامه معین، فرهنگ عمید و فرهنگ آریان‌پور اشاره کرد.

## پراکندگی جغرافیایی ادبیات فارسی

### در شبه قارهٔ هند
زبان و ادب فارسی در هند سابقهٔ دیرینه‌ای دارد. دربارهٔ پیشینهٔ رواج زبان و ادب پارسی در شبه‌قاره، از مدارک تاریخی چنین برمی‌آید که در سدهٔ سوم هجری، برای نخستین بار هندوان فرصت یافتند تا با فارسی‌زبانان آشناییِ مؤثر پیدا کنند. در آن زمان بنا به قول ابن حوقل در صوره‌الارض و اصطخری در المسالک و الممالک، مردمِ «مُلتان» و «منصوره» به زبان عربی و سِندی، و مردم «مُکران»، به زبان فارسی سخن می‌گفتند. در اوایل سده چهارم هجری، در سِند شاعری ظهور کرد مشهور به رابعه بنت کعب که اشعار فصیح دلکشی از او در قدیمی‌ترین تذکره‌ها نقل شده است و می‌رسانَد که در زمان او، زبان فارسی در سِند رواج داشته است. در حدود یک میلیون نسخه خطی به زبان فارسی در هند وجود دارد که این میزان یک دهم کل نسخ خطی موجود در این کشور است و خط فارسی در منابع علمی کشور هند بسیار رایج است.

## ادبیات نوین ایران

### ادبیات داستانی
اگرچه داستان‌سرایی در ادبیات فارسی ریشه کهنی دارد، اما داستانی‌نویسی به سبک مدرن در ایران از نیمه دوم قرن نوزدهم رایج شد. نخستین رمان ایرانی سرگذشت حاجی بابای اصفهانی است که به وسیلهٔ میرزا حبیب اصفهانی به رشته تحریر درآمد. پس از آن نویسندگانی همچون محمدعلی جمالزاده، طالبوف و زین العابدین مراغه‌ای داستان‌نویسی نمودند که البته آثار آن‌ها از نظر زبان و سبک نوشتار با زبان رسمی و ادبی دوره قاجار و نیز گاهی با زبان عامیانه نزدیکی می‌یافت. هم‌چنین ویژگی عمده این آثار وجود روح ملی‌گرایی و نمود اساطیر ایرانی در آن‌ها بود. پس از آن و به‌ویژه با رواج گسترده آثار ادبی اروپایی در ایران سبک جدید و نوینی از داستان‌نویسی در ایران پدید آمد که در راس آن‌ها صادق هدایت قرار داشت. به دنبال صادق هدایت نویسندگانی مانند هوشنگ گلشیری، جلال آل احمد، صادق چوبک، بهرام صادقی، سیمین دانشور، بزرگ علوی، محمود دولت‌آبادی، علی محمد افغانی و غلامحسین ساعدی این سبک را دنبال نمودند. داستان‌های کوتاه و بلند در آثار این نویسندگان به چشم می‌خورد. رمان مدرن فارسی پس از انقلاب عمدتاً به نقد وضعیت فرهنگی و سیاسی موجود در جامعه می‌پردازد. رویکرد اصلی جریان مدرن، همچون رئالیست‌های سنتی رویکردی انتقادی است با این تفاوت که موضوع انتقاد آنان نه نظام سلطنتی پیش از انقلاب، بلکه وضعیت سیاسی حاضر است. مهم‌ترین تفاوت مدرنیسم داخلی با مدرنیسم غربی در همین تفاوت نگرش به تحولات اجتماعی نهفته است. مدرنیسم غربی با کناره‌گیری از واقعیت بیرونی، به ذهنیت‌گرایی افراطی پناه می‌برد و هیچ‌گونه مسئولیت اجتماعی یا نقش اصلاح‌طلبی برای خود قائل نیست. اما نویسندهٔ مدرنیست داخلی که نمی‌تواند خود را از دغدغه‌های سیاسی و اجتماعی روزانه رها سازد، رویکرد انتقادی اسلاف رئالیست خود را البته با تکنیک‌های روایت ذهنی مدرن در عرصه‌های اجتماعی دنبال می‌کند؛ و بدین ترتیب احساس می‌کند به مسئولیت اجتماعی و ایدئولوژیک خود عمل کرده است. رمان مدرن فارسی علی‌رغم آن‌که فرمی مشابه آثار مدرن غرب دارد، نگاه سنتی خود را به موضوعات حفظ می‌کند. روح و اندیشه ذاتی رمان غرب مبتنی بر نیست‌انگاری اومانیستی است و درک این اندیشه مستلزم آشنایی و انس عمیق نویسنده با ادبیات غرب است؛ اما این حس و حال اومانیستی هیچ‌گاه در نویسندگان داخلی به کمال یافت نشده است و به همین صورت نوعی دوگانگی و تضاد در صورت و محتوای رمان مدرن فارسی قبل و بعد از انقلاب وجود دارد.
نویسندگان رمان مدرن در نقد هنجارهای ناشی از نوعی تفکر دینی عمدتاً به دو مضمون می‌پردازند. نخست ستیز سنت و مدرنیته در قالب جنگ پدران و پسران و دوم نقد برخی از ارزش‌های اخلاقی رایج؛ گفتمان رمان مدرن فارسی در واقع همان گفتمان صادق هدایت در بحث تجدد و عقب‌ماندگی است که این‌بار فاقد صراحت است. از رمان نویسان برجسته ایران در پس از انقلاب بایستی به زویا پیرزاد، عباس معروفی، علی مؤذنی، حسین سناپور و شیوا ارسطویی اشاره کرد.

### شعر نو
زمینه‌های فکری سرایش شعر نو، سال‌ها پیش از نیما آغاز شده بود که برای پیگیری این نکته باید به شاعران و سرایندگان دوره مشروطه مراجعه کرد. ابوالقاسم لاهوتی، میرزا حبیب مترجم حاجی بابای اصفهانی و میرزاده عشقی از این زمره‌اند.
شعر نو جنبش شعری بود که با نظریات نیما یوشیج آغاز شد. از جمله شاعران متعلق به این جنبش شعری می‌توان به احمد شاملو، مهدی اخوان ثالث، فروغ فرخزاد، سهراب سپهری، منوچهر آتشی، طاهره صفارزاده، و محمود مشرف آزاد تهرانی (م. آزاد) اشاره کرد.
وزن در شعرهای نیما و اخوان با نوع شعری که احمد شاملو سراینده آن بود تفاوت دارد. شعر نیمایی دارای وزن عروضی بوده و تنها هجاهای شعر تساوی خود را از دست داده‌اند و کوتاه یا بلند می‌شوند ولی در شعر سپید که احمد شاملو آن را پایه‌گذاری کرد از وزن خبری نیست و به جای آن از تصویرسازی واژگانی و موسیقی درونی استفاده می‌شود.

### شعر سپید
شعر سپید گونه‌ای از شعر فارسی است که در دهه سی خورشیدی توسط احمد شاملو ابداع شد. این شعر که از الگوی شعر نیمایی پدید آمد شعریست که فاقد قاعده وزن و قافیه بوده و وزن آن را می‌باید در فحوای کلام جستجو کرد. قافیه اگر در این گونه شعر به کار برود فاقد دستور ویژه است و جای آن بستگی به خواست شاعر دارد. ایده شاملو برای چنین شعری این بود که وزن و عروض و قافیه دست شاعر را برای سرایندگی تنگ‌تر کرده و باعث کاهش درخشندگی و اعتلای اثر می‌شوند. این شعر در غرب گونه‌ای دارد که به آن شعر آزاد می‌گویند و در آثار میلتون و لورکا بوفور دیده می‌شود. به عقیده براهنی شاملو ایده شعر سپید را از ادبیات غرب آموخته و آن را با نثر آهنگین ادبیات فارسی به ویژه اثر تاریخ بیهقی آمیخت و شعر سپید از آن زاده شد. از شاعرانی که به شعر سپید پرداختند می‌توان به جز احمد شاملو به هوشنگ ایرانی، شمس لنگرودی، رضا براهنی، سید علی صالحی، منوچهر آتشی، احمدرضا احمدی، علیرضا آدینه، قدمعلی سرامی، رسول یونان، یدالله رؤیایی و احمدرضا احمدی اشاره نمود.

### ادبیات کودک و نوجوان
در دوره ادبیات نوین ایران ادبیات کودک با جبار باغچه بان، عباس یمینی شریف و توران میرهادی آغاز می‌شود. بعدها ثمین باغچه بان، مصطفی رحماندوست نیز از چهره‌های موفق این عرصه می‌شوند. قصه‌های مجید یکی از موفق‌ترین آثار داستانی ادبیات کودک و نوجوان به‌شمار می‌رود که توسط هوشنگ مرادی کرمانی نوشته شد. از سال ۱۳۴۴ کانون پرورش فکری کودکان و نوجوانان به منظور گسترش کتاب و کتابخوانی میان قشر کم سن و سال ایران تأسیس شد که به برگزاری نمایشگاه‌ها، فیستوال، جشنواره و ارائه کتاب به کودکان و نوجوانان می‌پردازد. این کانون پس از انقلاب اسلامی زیرمجموعه وزارت آموزش و پرورش گردید. از نویسندگانی که گاهی به این مقوله نیز می‌پرداختند می‌توان به احمد شاملو، نادر ابراهیمی و صمد بهرنگی اشاره کرد. سایر نویسندگان و شاعران موفق حیطه ادبیات کودک و نوجوان عبارتند از:
- مهدی آذر یزدی
- بابک نیک طلب
- حسین ابراهیمی الوند
- احمدرضا احمدی
- احمد اکبرپور
- محمدرضا بایرامی
- جعفر بدیعی
- فرهاد حسن‌زاده
- داود غفارزادگان
- یحیی علوی فرد
- محمود کیانوش
- محمدهادی محمدی
- رضی هیرمندی
- قدمعلی سرامی
- رضا رهگذر

## شاعران زن ایرانی
- رابعه بلخی
- ام هانی
- پروین اعتصامی آشتیانی
- فروغ فرخزاد
- سیمین بهبهانی
- طاهره قره‌العین
- مهستی گنجوی
- مستوره اردلان
- طاهره صفارزاده

## طنزپردازان
- عبید زاکانی
- ایرج میرزا
- دهخدا
- هادی خرسندی
- کیومرث صابری فومنی
- سید ابراهیم نبوی
- عمران صلاحی
- ابوالقاسم حالت

## نویسندگان و شاعران انقلاب اسلامی
- مهرداد اوستا
- یاور همدانی
- محمد علی معلم دامغانی
- قیصر امین پور
- علی‌اصغر صائم کاشانی
- حمید سبزواری
- سید مهدی شجاعی
- احمد عزیزی
- علیرضا قزوه

## منتقدان ادبی
نخستین کسانی که نقد ادبی به معنای مدرن آن را در ایران شناساندند روشنفکران دوران مشروطه نظیر فتحعلی آخوندزاده، میرزا ملکم خان، طالبوف و زین‌العابدین مراغه‌ای بودند.
- دهخدا
- بدیع‌الزمان فروزانفر
- محمد تقی بهار
- رضا براهنی
- جلال همایی
- سعید نفیسی
- نیما یوشیج
- محمدعلی سپانلو
- قدمعلی سرامی
- پرویز ناتل خانلری
- صادق هدایت
- عبدالحسین زرین‌کوب
- محمد رضا شفیعی کدکنی
- شاهرخ مسکوب
- پرتو نوری علا
- بهروز شیدا
- سهراب رحیمی
- سید حسن امین

## کتاب‌نامه
- شریفی، محمد (۱۳۸۷).  محمدرضا جعفری، ویراستار. فرهنگ ادبیات فارسی. تهران: فرهنگ نشر نو و انتشارات معین. شابک ۹۷۸-۹۶۴-۷۴۴۳-۴۱-۸.